# Ахметова, Лайла Сейсембековна
Лайла Сейсембековна Ахметова (р. 12 февраля, 1954, Алма-Ата, КазССР, СССР) — советский и казахстанский учёный, общественный деятель, писатель, журналист, историк, политолог, академик Российской Академии Естествознания (РАЕ), академик Евразийской Академии телевидения и радио (ЕАТР). Автор работ по истории, политологии, медиаобразованию, гражданскому обществу. Известный исследователь казахстанской журналистики. Поисковик воинов-участников Великой Отечественной войны. Член Союза журналистов Республики Казахстан.

## Биография
Родилась в семье писателя Сейсенбека Ахметова, участника битвы под Москвой, инвалида Великой Отечественной войны, переводчика, члена Союза писателей СССР и Союза журналистов СССР. С детства приняла решение идти по стопам отца, который окончил факультет журналистики КазГУ в 1947 г. и был Сталинским стипендиатом.
В 1961—1971 гг. обучалась в средней школе № 36 г. Алма-Ата. С 5 класса стала собирать материалы по погибшим на войне бывшим ученикам школы. В 1972 г. по её материалам был открыт школьный музей боевой славы. В 1971 г. поступает на факультет журналистики и сразу же занимается общественной работой, становится стипендиатом им. М. О. Ауэзова. В 1972, 1974, 1976 гг. она — единственная студентка в СССР — становится трижды лауреатом IV, V, VI Всесоюзных конкурсов научных студенческих работ по общественным наукам, истории ВЛКСМ и международного молодёжного движения.
Окончила Казахский государственный университет им. С. М. Кирова (1976 г.), аспирантуру КазГУ (1981 г.), докторантуру КазГУ (1996 г.).
В 1977 году становится начальником пионерского лагеря КазГУ «Восток-3». В 1981 г. избирается председателем профсоюза студентов университета. Впервые Лайла организует летние профсоюзные школы в спортивно-оздоровительном лагере КазГУ на озере Иссык-Куль, начинает издавать в помощь студенту серию брошюр о студенческой профсоюзной жизни, организует льготное диетическое питание в Комбинате питания КазГУ.
1982 г. — защитила кандидатскую диссертацию по теме: «Комсомол — помощник Коммунистической партии в военно-патриотическом воспитании школьников. 1966—1975 гг. (на материалах Казахской ССР)».
В 1994 г. Лайла привлекает спонсоров и организует работу школьного лагеря «Восток-3». Более 600 детей отдохнули по 10%-ной стоимости путевки и 100 детей сирот — бесплатно. Лайла получает благодарственное письмо от Сары Алпысовны Назарбаевой.
С начала 90-х годов Л. С. Ахметова возобновляет работу в архивах. Её целью стала правдивая история XX века, восстановление имен пропавших без вести в Великую Отечественную войну бойцов.
«Когда сегодня некоторые молодые люди говорят: „Это не наша война“, когда более взрослые начинают подвергать сомнению результаты Победы, мне больно, — с горечью говорит Лайла Сейсембековна. — 75 лет прошло, а мы до сих пор находим останки бойцов. До сих пор не всех похоронили, не всех назвали поименно. Это неправильно. Тысячи фамилий остаются в списках пропавших без вести, тысячи семей продолжают жить в тени сомнений. Такие истории дают поле для информационной войны: то начинают писать про Туркестанский легион, то про этнический состав казахстанских призывников… Эта книга — ответ подобным вбросам».
В 1998 г. — защитила докторскую диссертацию по теме «Проблемы патриотического воспитания казахстанцев в условиях советской командно-административной системы. 1946—1991. (По материалам средств массовой информации)».
Полтора года Л. С. Ахметова была проректором КазГУ по воспитательной работе и социальным вопросам. 15 января 2000 г. по её инициативе впервые, стал праздноваться день рождения университета. Ею была разработана символика университета: флаг, девиз, логотип, гимн, а также предложены корпоративные правила.
Редакторская деятельность — непосредственно по журналистике (газета «Оракул Казахстана», журнал «Мир Евразии») и по науке (сборник научных трудов «PR и СМИ в Казахстане»). Участие в конгрессах и форумах: делегат III Форума женщин Казахстана, I конгресса журналистов Казахстана, I—IV Гражданских форумов Республики Казахстан, участник II, III Евразийских Медиа-Форумов.
Среди её инициатив: первая в университете презентация новой кафедры, празднование дня рождения кафедры с выпускниками, преподавателями, студентами и абитуриентами. Л. С. Ахметова — эксперт ряда министерств, акимата города Алматы, Федерации профсоюзов РК и многих других международных, государственных, правоохранительных и иных структур.
За 47 лет университетской жизни профессором Л. С. Ахметовой издано более 1000 научных и публицистических трудов, 5 монографий, 5 учебных пособий, 50 книг, более 100 брошюр. Только в изданной в 2016 г. Книге «1941. Брестская крепость. Казахстан» восстановлены и были переведены из списков без вести пропавших в списки погибших за Родину около 2 % казахстанцев.
Ахметова Л. С. является президентом Алматинской Конфедерации неправительственных организаций «Әріптес», национальным координатором международных проектов ЮНЕСКО, ЮНИСЕФ, ДООН, МОТ ИПЕК, руководителем республиканской сети школ женского лидерства при Национальной комиссии по делам женщин и семейно-демографической политики при Президенте Республики Казахстан (2005—2009). Советник председателя Федерации профсоюзов Республики Казахстан (2006—2012).
13 апреля 2009 г. приказом ректора, академика Б. Т. Жумагулова заведующей кафедрой ЮНЕСКО была назначена известный общественный деятель и публицист, профессор Лайла Ахметова.

### Нынешняя деятельность
Ахметова Л. С. является известным казахстанским историком, академиком и общественным деятелем, автором более семисот статей, брошюр, книг по истории Казахстана, имиджелогии, конфликтологии, связям с общественностью, журналистике, гендеру, профсоюзам и выборам.
Женское профсоюзное движение в Казахстане неразрывно связано с именем Ахметовой Л. С. Она является председателем Комиссии по вопросам трудящихся женщин ФПРК и является активным участником женской сети Международной Конфедерации профсоюзов. В настоящее время под руководством Ахметовой Л. С. Комиссия активно работает по вопросам трудящихся женщин, охраны труда и техники безопасности, защиты материнства и здоровья женщин, семьи и детей, досуга и быта.
Ахметова нашла 556 казахстанцев — защитников Брестской крепости и более 200 человек из Казахской ССР, воевавших на том направлении.
48 лет профессор Лайла Ахметова устраняет пробелы в истории Великой Отечественной войны.
22 июня 2016 года выпустила и презентовала книгу «1941. Брестская крепость. Казахстан».
В 2017 году, в качестве эксперта, участвовала в телевизионных программах «Легенды армии. Иван Панфилов» и «Легенды армии. Бауржан Момыш-улы»
Л.Ахметовой проделана огромная работа. Это — интервью с оставшимися в живых защитниками, в основном, в советское время, встречи и беседы, изучение документов в архивах, фондах музеев и библиотек.

## Экспертная и профессорская деятельность
Профессорская деятельность
1976—1981 — КазГУ, факультет журналистики, преподаватель
1978—1980 — КазГУ, начальник пионерского лагеря «Восток-3»
1981—1985 — КазГУ, председатель профкома студентов, старший преподаватель
1985—1993 — КазГУ, доцент
1993—2000 — КазГУ, председатель профсоюза сотрудников «Парасат», доцент, профессор факультета журналистики
2000—2001 — КазГУ, проректор, профессор
2001 — август 2005 — КазНУ, завкафедрой менеджмента СМИ и рекламы факультета журналистики, профессор
2005, сентябрь — апрель 2009 — КазНУ, профессор факультета журналистики
2009—2011 — завкафедрой ЮНЕСКО КазНУ им. Аль-Фараби
2011-н/в — профессор факультета журналистики КазНУ им. аль-Фараби.

## Главные публикации
1. «Мы — из КазГУ». — 1984, в соавторстве[22].
2. Патриотизм в ракурсе истории — 1996[23].
3. «Журналистика и менеджмент». — 2000[24].
4. «Патриотизм. Пословицы и изречения». — 2002[25].
5. «Конфликтология» (2003), — Алматы: Қазақ университеті. — 2003[26].
6. «Оценка и мониторинг СМИ в выборный период» — 2003[27][28].
7. «Жүрек жадында: жинақ». — 2005[29][30].
8. Политология / Учебное пособие для вузов и колледжей. Петропавловск — 2006 г.[31]
9. Измерение демократии на выборах — 2007. В соавторстве — Григорьев В. К. — Рекомендовано Учёным Советом факультета журналистики КазНУ им. аль-Фараби[32].
10. Детский труд в Казахстане: информирование общественности. — 2008. — В соавторстве — Баранова Д.[33]
11. Наихудшие формы детского труда в Республике Казахстан: оценка ситуации и предпринятых в стране мер. — 2008. В соавторстве — Баранова Д., Верёвкин А и др.[34]
12. Алихан Букейханов — 2008. В соавторстве — Григорьев В. К., Шойкин Г. Н. — Рекомендовано ЕНУ им. Л.Гумилева[35].
13. Алихан Букейханов. Поиск ориентиров. Ахмет Байтурсынов. Главное — обретение государственности. Турар Рыскулов. Яркий политик советского Востока. В соавторстве — Григорьев В. К., Шойкин Г. Н. — Рекомендовано ЕНУ им. Л.Гумилева[36].
14. Пресс-релиз. Пресс-конференция. Опыт работы — 2008. Рекомендовано Учёным Советом факультета журналистики КазНУ им. аль-Фараби[37].
15. ОО «ЕрАзамат»: дорогу осилит идущий. — 2008[38].
16. Председательство Казахстана в ОБСЕ в 2010 году: опыт работы НПО южного региона страны. — 2009[39].
17. Государственная информационная политика в Казахстане: взгляд в будущее. — Руководитель проекта — проф. Л. С. Ахметова. Коллектив авторов. — 2010[40].
18. Первые лица Казахстана в сталинскую эпоху. — Л. С. Ахметова, В. К. Григорьев. — 2010[41].
19. Алматы — мен тұратын қала. Алматы — город, в котором я живу. — Л. Ахметова, А. Верёвкин, Т. Лифанова. — 2010[42].
20. Победа, память, патриотизм. — 2011[43].
21. Терроризм и экстремизм: история, теория и практика вопроса. Учебное пособие. — 2011. Совместно — Верёвкин А. В., Лифанова Т. Ю.[44]
22. Яростный 1941. Размышления историков. Учебное пособие. — 2011.Совместно — Григорьев В. К.[45]
23. Казахстан, армия, патриотизм. — 2012[46].
24. Школьники Алматы о патриотизме. — 2012[47].
25. Гендерное равенство: опыт работы. — 2012[48].
26. Трудовые коллективы и конфликты: опыт работы. — 2012[49].
27. Медиаобразование в Казахстане. — Учебно-методическое пособие. — 2013. В соавторстве: Ахметова Л. С., Верёвкин А., Лифанова Т., Шорохов Д.[50]
28. Панфиловцы: 60 дней подвига, ставших легендой. — 2013. В соавторстве с В. К. Григорьевым[51][52].
29. Григорьев В. К., Ахметова Л. С. Панфиловцы: 60 дней подвига, ставших легендой. — 2 изд., 2014[53].
30. Школьники Казахстана о патриотизме — 2014[54].
31. Ахметова Л. С. Алматы: семейные ценности и гендерное равенство. — 2014[55].
32. Принципы делового общения. Учебное пособие. — 2015[56].
33. Блокада: мы помним все… Воспоминания казахстанцев-жителей блокадного Ленинграда. Посвящается 70-летию Великой Победы. — 2015. Ахметова Л., Винер В.[57]
34. Женщины-лидеры города Алматы. — 2015[58].
35. Ахметова Л., Шорохов Д., Ниязгулова А. Медиалық және ақпараттық сауаттылық. — 2015. — Бюро ЮНЕСКО в Алматы.- 35 с.[59]
36. Ахметова Л., Шорохов Д., Ниязгулова А. Медийная и информационная грамотность. — 2015. — Бюро ЮНЕСКО в Алматы.- 35 с.[59]
37. Ахметова Л. С. 1941. Брестская крепость. Казахстан. — 2016[60][61].
38. Казахстанцы — участники обороны Брестской крепости. — 2016[62].
39. Медийная и информационная грамотность: концептуальные и методологические основания. — 2017. Ахметова Л. С., Верёвкин А. В., Лифанова Т. Ю.[63]
40. Казахстанское медиа-пространство — 2017. Ахметова Л. С., Кудабай А. А.[64]
41. Ахметова Л. С. Я снова вглядываюсь в лица… — 2018[65][66][67].
42. Медиаграмотность и медиаобразование. Справочник — 2019. Ахметова Л. С., Верёвкин А. В., Кудабай А. А., Лифанова Т. Ю., Шорохов Д. П.[68][69]
43. Медиа- и информационная грамотность. Русско-казахский словарь-справочник — 2019 г. Ахметова Л. С., Верёвкин А. В., Кудабай А. А., Лифанова Т. Ю., Шорохов Д. П.[70][71][72].
44. Международные стандарты журналистики ЮНЕСКО в Казахстане — 2019. Ахметова Л. С., Верёвкин А. В., Лифанова Т.Ю[73][74][75].
45. Медийная и информационная грамотность среди молодежи в сфере обеспечения национальной безопасности — 2019. Ахметова Л. С., Веревкин А. В., Лифанова Т. Ю.[76]

## Награды
1970 — золотая медаль ВДНХ СССР
1993 — Лауреат Премии Союза журналистов Республики Казахстан
2001 — медаль «Казакстан Республикасынын тауелсыздыгыне 10 жыл»
2001 — Почетный председатель профсоюза работников КазНУ им. аль-Фараби «Парасат»
2002 — почетный знак Министерства культуры, информации и общественного согласия Республики Казахстан и Государственного Фонда поддержки культуры и искусства в РК «Мадениет кайраткеры»
2004 — знак «Почетный работник образования Республики Казахстан»
2005 — юбилейная медаль «Казакстан Конституциясына 10 жыл»
2007 — Памятный Знак Детского Фонда ООН за особый вклад в улучшение положения детей и защиту их прав в Республике Казахстан — № 10. В честь 10-летия присутствия ЮНИСЕФ в РК были изготовлены Памятные Знаки, всего 10 штук, № 1 — получил Президент РК.
2008 — Казахстан Республикасынын жане онын астанасынын дамуы мен калыптасуына елеулi улес косканы ушiн «10 жыл Астана»
2011 — Диплом «Золотая кафедра России» — получен в качестве завкафедрой ЮНЕСКО КазНУ им. аль-Фараби
2011 — юбилейная медаль 20 лет Независимости Казахстана
2011 — орден «Курмет»
2012 — «Знак согласия» — Международная Конфедерация журналистских союзов, Ассоциация СМИ Украины, Евразийская Академия телевидения и радио
2013 — золотая медаль «За новаторскую работу в области высшего образования» РАЕ
2013 — действительный член Академии Естествознания с присвоением ученого звания академика РАЕ
2015 — медаль «Қазақстан Конституциясына 20 жыл»
2016 — медаль «Қазақстан Республикасының Тәуелсіздігіне 25 жыл»
2016 — орден «Бауржан Момышұлы НАМЫС»
2018 — золотая медаль «За новаторскую работу в области высшего образования»
2018 — медаль «30 лет поискового движения России» — поискового объединения «ДОЛГ»
2018 — Почетный профессор Павлодарского государственного университета имени С. Торайгырова
2019 — медаль «Ерен еңбегі үшін» в честь 85-летия факультета журналистики
2019 — памятная медаль «В ознаменование 140-летия со дня рождения И. В. Сталина» — ЦК КПРФ
2019 — памятная медаль «75 лет Панфиловской дивизии», НКО «Память»